# Alaska State Defense Force

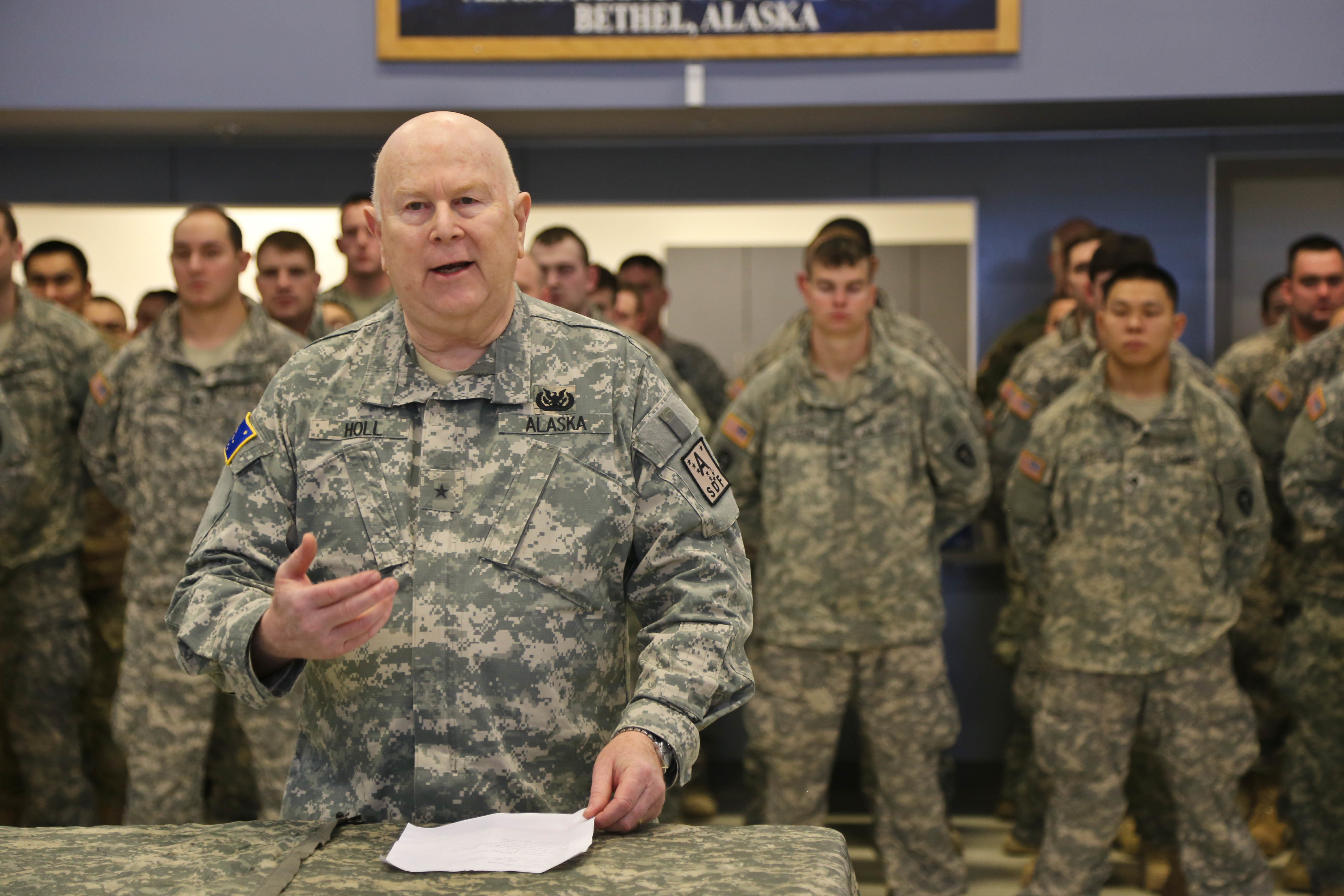
Brigadegeneral (Alaska) Roger Holl, Kommandeur der Alaska State Defense Force, spricht bei der Aufstellungszeremonie zur Gründung der ASDF-Einheit in Bethel.

Die Alaska State Defense Force (ASDF) ist die Staatsgarde von Alaska. Sie ist eine von 23 solcher Kräfte in den US-Bundesstaaten. Die Alaska State Defense Force wird unter dem Alaska Department of Military and Veterans Affairs verwaltet. Geführt wird sie von einem Kommandeur, der dem Gouverneur von Alaska in seiner Funktion als Oberbefehlshaber der State Defense Force unterstellt ist. 

## Geschichte
Die Alaska State Defense Force ist der Nachfolger der Alaska Territorial Guard, die während des Zweiten Weltkriegs gegründet wurde. Nachdem der Krieg endete und Alaska 1959 ein Staat wurde, wurde die Territorial Guard aufgelöst und durch eine staatliche Miliz ersetzt. Im Jahr 1984 wurde die Alaska State Guard gegründet und 1987 in Alaska State Defense Force umbenannt. Seit 2004 trug sie den offiziellen Namen 49th Military Police Brigade (49th MP BDE) und seit einer weiteren Neuausrichtung der Kommandostruktur die Bezeichnung 49th Readiness Brigade (Separate), ist jedoch noch immer hauptsächlich als die Alaska State Defense Force bekannt.
Die ASDF-Struktur bestand hauptsächlich aus Einheiten der Militärpolizei. Die Einheiten arbeiteten mit größtenteils staatlich geprüften Konstablern unter dem Alaska Police Standards Council. Laut Gesetz muss die Alaska State Defense Force zu nicht weniger als 75 Prozent aus ehemaligen Militärangehörigen bestehen.

## Organisation
Die 49th Readiness Brigade Alaska State Defense Force besteht aus einem Brigade-Hauptquartier und zwei regionalen Bataillonen (2nd Scout Battalion - Hauptquartier in Bethel (mit Abteilungen im gesamten westlichen Alaska), und dem 2nd Special Troops Battalion - Hauptquartier in Wasilla). Das 2. Spezialtruppenbataillon besteht aus vier Kompanien (eine Militärpolizeikompanie, eine Signalkompanie, eine Pionierkompanie und eine Unterstützungskompanie), wobei jede Kompanie über Abteilungen im zentralen und östlichen Teil des Staates verfügt.
Die Bataillone unterhalb des Hauptquartiers umfassen ein Sanitätskommando, eine Wassertruppe und ein Fliegerkommando. Der AK SDF verfügt über eine eigene Akademie, in der Personen auf den staatlichen Ausbildungsstandard zum Konstabler gebracht werden.

## Aufgaben
Der Auftrag der Alaska State Defense Force (ASDF) ist es, organisierte, ausgebildete militärische Streitkräfte zu unterhalten, die in der Lage sind, rechtzeitig und effektiv auf staatliche Notfälle zu reagieren, oder, bei anderen Gelegenheiten, die vom Gouverneur als angemessen erachtet werden, zivile und militärische Behörden bei der Erhaltung von Leben, Eigentum und öffentlicher Sicherheit militärisch zu unterstützen. Zu den bisherigen Einsätzen der ASDF gehörten die Besetzung eines Sicherheitskontrollpunkts auf dem Dalton Highway, die Verkehrskontrolle nach einem Erdrutsch in der Region Valdez und der Schutz überfluteter Häuser in Houston vor Plünderern. ASDF hat gemeinsame Operationen mit lokalen städtischen und staatlichen Behörden sowie mit Bundesbehörden durchgeführt, einschließlich des US-Militärs sowie mit Regierungsbehörden wie dem Federal Bureau of Investigation, dem United States Department of Homeland Security und dem Bureau of Alcohol, Tobacco, Firearms and Explosives. 
Zu den bisherigen Einsätzen der Einheit gehörten die Operation Winter Talon, Lawinenrettung, die Überschwemmungen auf der Kenai-Halbinsel und das Feuer am Big Lake. ASDF-Mitglieder haben bei den Neustarts des Iditarod Trail Sled Dog Race gearbeitet. Einige Mitglieder wurden für die Zusammenarbeit mit der Alaska Railroad Police sowie mit lokalen Polizeidienststellen zur Verfügung gestellt.
Nach den Anschlägen vom 11. September wurde die ASDF mit der Aufgabe betraut, die kritische Öl-Infrastruktur vor Angriffen zu schützen.
Im Gegensatz zu den meisten Staatsgarden in den Vereinigten Staaten werden die Alaska State Guards im Umgang mit Schusswaffen trainiert und zertifiziert, um die Befähigung zum Tragen von Schusswaffen zu erlangen, wenn sie aktiviert werden. Im Jahr 2008 jedoch, nach einer Untersuchung der Führung von Brigadegeneral Thomas Westall, der damals als Leiter der ASDF diente, ordnete Gouverneurin Sarah Palin die Entwaffnung der ASDF an. Die derzeitige Struktur der ASDF ist eine Bereitschaftsbrigade, die aus Bereitschaftsbataillonen besteht. Die Funktion als Militärpolizei (MP) ist ausgesetzt, bis sie vom Adjutant General für Alaska benötigt wird.

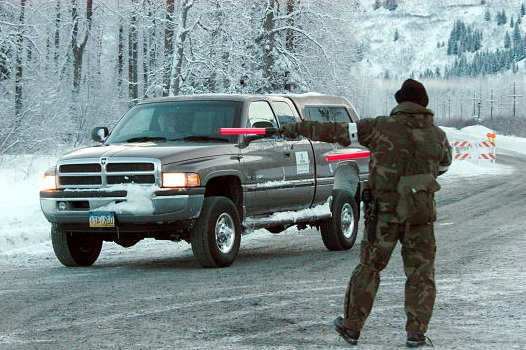
Ein Alaska State Guardsman regelt den Verkehr.

Im Jahr 2016 kündigte Gouverneur Bill Walker seine Absicht an, die Alaska State Defense Force zu reformieren, indem er sie weiter in das ländliche Alaska ausdehnt, das Ausbildungsniveau näher an das der Nationalgarde heranführt und eine Fernmeldekomponente schafft. Am 14. Januar 2016 aktivierte die Alaska State Defense Force das 2nd Signal Detachment, eine Komponente der 49th Brigade. Am 15. September 2017 aktivierte die Alaska State Defense Force ein Scout Detachment in der Ureinwohnerstadt Kwethluk. Im Jahr 2017 unterstützten Mitglieder der Alaska State Defense Force in ihrem ersten Einsatz außerhalb des Bundesstaates die Hilfsbemühungen in Puerto Rico an der Seite von Alaska National Guardsmen, nachdem die Hurrikane Maria und Irma umfangreiche Schäden auf der Insel verursacht hatten. Staats- und Nationalgardisten leisteten Kommunikationsunterstützung in einem Joint Incident Site Communications Capability System.
Im März 2018 nahm die Alaska State Defense Force an einer internationalen Übung teil, bei der sie direkt mit ihren kanadischen Kollegen, den Canadian Rangers, in einer kombinierten Gebietsüberwachungsübung zusammenarbeitete.
Im April 2020 wurden Mitglieder der Alaska State Defense Force aktiviert, um Alaska bei der Reaktion auf die COVID-19-Pandemie zu unterstützen.

## Uniform
Der Verband trägt Uniformen der United States Army in Übereinstimmung mit AR 670-1.

## Rechtsschutz
Arbeitgeber in Alaska sind gesetzlich verpflichtet, jedem Mitarbeiter, der Mitglied der Alaska State Defense Force ist und für den aktiven Staatsdienst aktiviert wird, eine unbezahlte Freistellung zu gewähren. Der Arbeitgeber muss auch das Recht des Mitarbeiters garantieren, nach seiner Rückkehr aus dem Einsatz an seinen Arbeitsplatz zurückzukehren.